# 尾上鯉三郎 (3代目)
三代目 尾上 鯉三郎（さんだいめ おのえ こいさぶろう、明治30年（1897年）2月26日 - 昭和49年（1974年）12月30日）は歌舞伎役者。屋号は南部屋。定紋は軍配扇、替紋は抱き柏。俳名は芙雀。本名、加川義雄。二代目中村翫助の子。長男は尾上鯉之助。
東京出身。大正2年（1913年）7月に六代目尾上菊五郎の門に入り、歌舞伎座『座皐月の一夜』の稚童で尾上琴三郎を名乗って初舞台。大正8年（1919年）5月に長く途絶えていた尾上鯉三郎の名跡を三代目として襲名し名題昇進。以後菊五郎劇団に所属。
脇役ながら老け役、端敵に優れた。当たり役に『新皿屋舗月雨暈』（魚屋宗五郎）の親太兵衛、『梶原平三誉石切』（石切梶原）の六郎太夫、『暗闇の丑松』の祐次、『四千両小判梅葉』（四千両）の生馬の眼八などがある。また『仮名手本忠臣蔵』「六段目」の判人源六は、その苦みばしった容貌と独特の愛嬌とが微妙にあいまった絶妙さで、随一と評された。
尾上菊十郎は源六の上手さについて「写実に徹していました。・・・おかるの駕籠が行ったあと、おー、まだ乗せるものがあるんだよ。と、煙草盆を目の前にかざして慌ててそれを返しに行ったりいろいろあって、豪勢急ぎやがんな・・・・と、向こうに引っ込むんですが、これを、豪勢、ポンと決めて、急ぎやがんな、で受けを狙ったりとか、そんなことをなさんなかった。・・・自然な芝居をして、そのままスッと引っ込んで行ってしまう」と評している。
日本俳優学校事務長や菊五郎劇団理事も務めている。昭和45年（1970年）勲五等双光旭日章受章。